# Schilka (Fluss)
Die Schilka (russisch Шилка) ist der 555 km lange linke bzw. nördliche Quellfluss des Amur im russischen Ostsibirien.
Der Fluss, an dem die gleichnamige Stadt Schilka liegt, entsteht in Russland aus der Vereinigung von Ingoda und Onon und ist ab Nertschinsk schiffbar. Sie steuert die russisch-chinesische Grenze an und vereinigt sich rund 65 km westlich vom chinesischen Xilinji, dem Hauptort des Kreises Mohe mit dem Argun (Ergun) zum Amur (Heilong Jiang). Größere Nebenflüsse sind Nertscha, Kuenga und Tschornaja, alle von links.
Größere Orte an der Schilka sind: Sretensk und Nertschinsk in Russland.